# Mukariini
Mukariini (лат.) — триба цикадок из подсемейства Deltocephalinae. 

## Описание
Мелкие или среднего размера цикадки. Тело дорсо-вентрально сплющено. Окраска может быть жёлтой, коричневой, зеленой или чёрной, часто с имеются оранжевые или красные полоски. Голова  равна или шире переднеспинки. Жилкование передних крыльев редуцировано. Макросетальная формула задних бёдер равна 2+2+1. Обладают сходством с представителями трибы Punctulini. Питаются на бамбуке. 

## Классификация
Иногда рассматривается как подсемейство Mukariinae в составе семейства Cicadellidae. Включает следующие роды.
- Aalinga Viraktamath & Webb, 2019[1]
- Agrica Strand, 1942
- Benglebra Mahmood & Ahmed, 1969
- Buloria  Distant, 1908
- Crispina Distant, 1918

- Flatfronta Chen & Li, 1997[5]
- Mohunia Distant, 1908
- Mukaria Distant, 1908[6]
- Mukariella Viraktamath & Webb, 2019
- Neomohunia Chen & Li, 2007
- Neobassareus Kocak, 1981
- Paramohunia Chen & Li, 2007
- Pseudomohunia Li, Chen & Zhang, 2007
- Scaphotettix Matsumura 1914
- Tiaobeinia Chen & Li, 2008[7]

## Распространение
Представители рода встречаются а Аффротропике и Ориентальной области.